# Leaveland
Leaveland är en ort och civil parish i grevskapet Kent i sydöstra England. Orten ligger i distriktet Swale, cirka 6,5 kilometer söder om Faversham och cirka 12 kilometer norr om Ashford. Civil parishen hade 117 invånare vid folkräkningen år 2021.